# 148-й истребительный авиационный полк
148-й истребительный авиационный Режицкий полк — воинская часть Вооружённых Сил СССР в Великой Отечественной войне.

## История
Полк сформирован в период с 2 по 8 февраля 1940 года в Люберцах на базе личного состава 16-го и 34-го истребительных полков 57-й авиационной бригады. Имел 4 эскадрильи по 15 самолётов И-153 в каждой.
Принимал участие в Зимней войне.
В составе действующей армии с 22 июня по 6 августа 1941 года, с 13 сентября 1941 по 28 мая 1943 года и с 9 июля 1943 по 9 мая 1945 года.
На 22 июня 1941 года базировался на аэродроме в Либаве, имея в наличии 68 самолётов И-153 (из них 9 неисправных).
Из истории полка:

В войну полк вступил в половинном составе. Пятьдесят процентов кадрового летного и технического состава по приказанию командующего Военно-Воздушными Силами Прибалтийского особого военного округа было отправлено на новое формирование. Группа летного состава в количестве десяти человек находилась на переучивании на новом типе самолёта МИГ-3 в Шавли (Шауляй). Использовать как боевые можно было лишь 35 самолётов. Остальные самолёты были с выработанным моторесурсом и нехваткой деталей для замены, и непригодными к боевой работе.

С первых минут войны аэродром полка подвёргся бомбардировке, на аэродроме было уничтожено достаточно большое количество машин (так, упоминается перехват радиограммы в которой докладывается об уничтожении полка на аэродроме). После 10:00 22 июня 1941 года полк приступил к боевым действиям, некоторые лётчики выполнили по 6 боевых вылетов, силами полка было уничтожено 2 самолёта противника. Всего в первый день войны полк совершил 162 боевых вылета. Поскольку возникла непосредственная угроза взятия Либавы, вечером 22 июня 1941 года полк улетел в Ригу. При этом наземные части полка (101-й батальон аэродромного обслуживания) остался в Лиепае и действовал вместе с частями 67-й стрелковой дивизии. В целом в Ригу перелетело всего 27 самолётов из состава полка, оставльные либо были уничтожены в результате бомбардировок, либо неисправными уничтожены техническим составом полка. На 25 июня 1941 года в полку оставалось только 17 исправных самолётов.
До 8 августа 1941 года полк ведёт бои в Прибалтике, Псковской области, Новгородской области. В период с 22 июня 1941 года по 8 августа 1941 года полк по своим отчётам совершил 475 боевых вылета, сбил 4 He.111, 2 Ju.88, 1 Bf.109, уничтожил на земле 23 танка, 118 автомашин, 5 орудий, до 320 солдат и офицеров противника. Потери полка составили 3 человека лётного состава и 7 человек техсостава.
8 августа 1941 года полк выведен на переформирование в Рязань, где был вооружён истребителями МиГ-3 в количестве 20 машине; оставшиеся без машин лётчики направлены в 183-й истребительный авиационный полк и 185-й истребительный авиационный полк.
13 сентября 1941 года полк направлен на Юго-Западный фронт, 20 сентября 1941 года вошёл в состав 4-й резервной авиационной группы
Базируется на аэродроме Великая Писаревка, Сумской области, в частности, в 5 октября 1941 года ведёт бой над Богодуховым, 7 октября 1941 года ведёт бои над Краснокутском. Действует на юго-западном направлении в течение и 1942 года и 1943 года.
Весной 1942 года ведёт бои в районе Харькова, Чугуева, Изюма, так, 11 мая 1942 года прикрывает налёт Пе-2 99-го бомбардировочного авиационного полка на аэродром Харьков-Центральный.
К июню 1942 года на вооружение полка поступили самолёты Як-1. На июль 1942 года базируется на аэродроме Илларионовка (Калачевский район).
4 августа 1942 года прикрывает 11-ю истребителями штурмовку, производимую 5 Ил-2 504-го штурмового авиационного полка на дороге Аксай — Абангерово, при этом все 5 штурмовиков были сбиты налетевшими Bf-109, все истребители из состава полка вернулись без единой пробоины. 13 августа 1942 года командир 269-й истребительной авиационной дивизии полковник Ларюшкин был арестован органами НКВД «за преступно-халатное отношение к служебным обязанностям». В октябре 1942 года следствием установлено отсутствие состава преступления и Ларюшин был без суда освобождён и восстановлен во всех правах.
4 сентября 1942 года переброшен на астраханское направление и 20 сентября включён в состав 289-й штурмовой авиационной дивизии, ведёт боевые действия в районе Элисты. В январе 1943 года базируется на аэродроме в хуторе Дуплятка.
В марте 1943 года переброшен на Южный фронт и весной 1943 года ведёт тяжёлые бои на Кубани, над Краснодаром. 28 мая 1943 года выведен на переформирование. В ходе переформирования получил истребители Як-9Т, вооружённые 37-мм авиационной пушкой НС-23, поступил на Брянский фронт 9 июля 1943 года.
27 июля 1943 года 287-я истребительная авиационная дивизия была развёрнута в 11-й смешанный авиационный корпус, который в свою очередь был придан 15-й воздушной армии. Ведёт бои в ходе наступления на болховском направлении.
В августе 1943 года ведёт бои в районе Карачева, 7 сентября 1943 года прикрывают 20 Ил-2, вылетевших на штурмовку в район Красниково, Бетлица.
Весной 1944 года базируется на аэродроме близ Невеля, так 30 апреля 1944 года прикрывает штурмовики 724-го штурмового авиационного полка при налёте на Идрицу. В ходе летнего наступления 1944 года ведёт бои над Идрицей, Себежом, Опочка, Островом, Пушкинскими Горами, затем наступает на территории Латвии, ведёт бои в районе Зилупе, Дагда, Краслава, Лудза, Карсава, отличился в боях за Резекне
Осенью 1944 года ведёт бои над Ригой, в частности, прикрывая 810-й штурмовой авиационный полк, а после её взятия и до конца войны — над Курляндским полуостровом

## Подчинение
| Дата            | Фронт (округ)                                  | Армия                | Корпус                                 | Дивизия                                  | Примечания                                          |
| --------------- | ---------------------------------------------- | -------------------- | -------------------------------------- | ---------------------------------------- | --------------------------------------------------- |
| 22.06.1941 года | Северо-Западный фронт                          | -                    | -                                      | 6-я смешанная авиационная дивизия        | -                                                   |
| 01.07.1941 года | Северо-Западный фронт                          | -                    | -                                      | 6-я смешанная авиационная дивизия        | -                                                   |
| 10.07.1941 года | Северо-Западный фронт                          | -                    | -                                      | 6-я смешанная авиационная дивизия        | -                                                   |
| 01.08.1941 года | Северо-Западный фронт                          | -                    | -                                      | 6-я смешанная авиационная дивизия        | -                                                   |
| 01.09.1941 года | Московский военный округ                       | -                    | -                                      | -                                        | -                                                   |
| 01.10.1941 года | Юго-Западный фронт                             | -                    | 4-я резервная авиационная группа       | -                                        | -                                                   |
| 01.11.1941 года | Юго-Западный фронт                             | -                    | 4-я резервная авиационная группа       | -                                        | -                                                   |
| 01.12.1941 года | Юго-Западный фронт                             | -                    | 4-я резервная авиационная группа       | -                                        | -                                                   |
| 01.01.1942 года | Юго-Западный фронт                             | -                    | 4-я резервная авиационная группа       | -                                        | -                                                   |
| 01.02.1942 года | Юго-Западный фронт                             | -                    | 4-я резервная авиационная группа       | -                                        | -                                                   |
| 01.03.1942 года | Юго-Западный фронт                             | -                    | 4-я резервная авиационная группа       | -                                        | -                                                   |
| 01.04.1942 года | Юго-Западный фронт                             | -                    | 4-я резервная авиационная группа       | -                                        | -                                                   |
| 01.05.1942 года | Юго-Западный фронт                             | -                    | 4-я резервная авиационная группа       | -                                        | -                                                   |
| 01.06.1942 года | Юго-Западный фронт                             | -                    | 4-я резервная авиационная группа       | -                                        | -                                                   |
| 01.07.1942 года | Юго-Западный фронт                             | 8-я воздушная армия  | -                                      | 269-я истребительная авиационная дивизия | -                                                   |
| 01.08.1942 года | Сталинградский фронт                           | 8-я воздушная армия  | -                                      | 269-я истребительная авиационная дивизия | -                                                   |
| 01.09.1942 года | Сталинградский фронт                           | 8-я воздушная армия  | -                                      | 269-я истребительная авиационная дивизия | -                                                   |
| 01.10.1942 года | Сталинградский фронт                           | 8-я воздушная армия  | -                                      | 289-я штурмовая авиационная дивизия      | -                                                   |
| 01.11.1942 года | Сталинградский фронт                           | 8-я воздушная армия  | -                                      | 289-я штурмовая авиационная дивизия      | -                                                   |
| 01.12.1942 года | Сталинградский фронт                           | 8-я воздушная армия  | -                                      | 289-я штурмовая авиационная дивизия      | -                                                   |
| 01.01.1943 года | Сталинградский фронт                           | 8-я воздушная армия  | -                                      | 289-я штурмовая авиационная дивизия      | -                                                   |
| 01.02.1943 года | Сталинградский фронт                           | 8-я воздушная армия  | -                                      | 289-я штурмовая авиационная дивизия      | -                                                   |
| 01.03.1943 года | Сталинградский фронт                           | 8-я воздушная армия  | -                                      | 289-я штурмовая авиационная дивизия      | -                                                   |
| 01.04.1943 года | Южный фронт                                    | 8-я воздушная армия  | 10-й смешанный авиационный корпус      | 287-я истребительная авиационная дивизия | -                                                   |
| 01.05.1943 года | Северо-Кавказский фронт                        | 4-я воздушная армия  | -                                      | 287-я истребительная авиационная дивизия | -                                                   |
| 01.06.1943 года | Резерв Ставки ВГК                              | -                    | -                                      | 287-я истребительная авиационная дивизия | -                                                   |
| 01.07.1943 года | Резерв Ставки ВГК                              | -                    | -                                      | 287-я истребительная авиационная дивизия | -                                                   |
| 01.08.1943 года | Западный фронт                                 | 1-я воздушная армия  | 11-й смешанный авиационный корпус      | -                                        | в течение июля 1943 года — Брянский фронт, 287 иад. |
| 01.09.1943 года | Брянский фронт                                 | 15-я воздушная армия | 11-й смешанный авиационный корпус      | -                                        | -                                                   |
| 01.10.1943 года | Брянский фронт                                 | 15-я воздушная армия | 11-й смешанный авиационный корпус      | -                                        | -                                                   |
| 01.11.1943 года | 2-й Прибалтийский фронт                        | 15-я воздушная армия | 11-й смешанный авиационный корпус      | -                                        | -                                                   |
| 01.12.1943 года | 2-й Прибалтийский фронт                        | 15-я воздушная армия | 11-й смешанный авиационный корпус      | -                                        | -                                                   |
| 01.01.1944 года | 2-й Прибалтийский фронт                        | 15-я воздушная армия | 11-й смешанный авиационный корпус      | -                                        | -                                                   |
| 01.02.1944 года | 2-й Прибалтийский фронт                        | 15-я воздушная армия | 11-й смешанный авиационный корпус      | -                                        | -                                                   |
| 01.03.1944 года | 2-й Прибалтийский фронт                        | 15-я воздушная армия | 11-й смешанный авиационный корпус      | -                                        | -                                                   |
| 01.04.1944 года | 2-й Прибалтийский фронт                        | 15-я воздушная армия | 11-й смешанный авиационный корпус      | -                                        | -                                                   |
| 01.05.1944 года | 2-й Прибалтийский фронт                        | 15-я воздушная армия | 11-й смешанный авиационный корпус      | -                                        | -                                                   |
| 01.06.1944 года | 2-й Прибалтийский фронт                        | 15-я воздушная армия | 11-й смешанный авиационный корпус      | -                                        | -                                                   |
| 01.07.1944 года | 2-й Прибалтийский фронт                        | 15-я воздушная армия | 11-й смешанный авиационный корпус      | -                                        | -                                                   |
| 01.08.1944 года | 2-й Прибалтийский фронт                        | 15-я воздушная армия | 11-й смешанный авиационный корпус      | -                                        | -                                                   |
| 01.09.1944 года | 2-й Прибалтийский фронт                        | 15-я воздушная армия | 11-й смешанный авиационный корпус      | -                                        | -                                                   |
| 01.10.1944 года | 2-й Прибалтийский фронт                        | 15-я воздушная армия | 14-й истребительный авиационный корпус | -                                        | -                                                   |
| 01.11.1944 года | 2-й Прибалтийский фронт                        | 15-я воздушная армия | 14-й истребительный авиационный корпус | 185-я истребительная авиационная дивизия | -                                                   |
| 01.12.1944 года | 2-й Прибалтийский фронт                        | 15-я воздушная армия | 14-й истребительный авиационный корпус | 185-я истребительная авиационная дивизия | -                                                   |
| 01.01.1945 года | 2-й Прибалтийский фронт                        | 15-я воздушная армия | 14-й истребительный авиационный корпус | 185-я истребительная авиационная дивизия | -                                                   |
| 01.02.1945 года | 2-й Прибалтийский фронт                        | 15-я воздушная армия | 14-й истребительный авиационный корпус | 185-я истребительная авиационная дивизия | -                                                   |
| 01.03.1945 года | 2-й Прибалтийский фронт                        | 15-я воздушная армия | 14-й истребительный авиационный корпус | 185-я истребительная авиационная дивизия | -                                                   |
| 01.04.1945 года | Ленинградский фронт (Курляндская группа войск) | 3-я воздушная армия  | 14-й истребительный авиационный корпус | 185-я истребительная авиационная дивизия | -                                                   |
| 01.05.1945 года | Ленинградский фронт (Курляндская группа войск) | 3-я воздушная армия  | 14-й истребительный авиационный корпус | 185-я истребительная авиационная дивизия | -                                                   |

## Командиры
- полковник Трифонов Николай Константинович 02.40 — 1941
- майор Зайцев, Георгий Николаевич 1941
- майор Михаил Павлович Некрасов ? — 14.08.43
- майор Тимофей Фёдорович Амельченко 15.10.43 — 04.06.44
- Шевцов, Александр Григорьевич[2], майор 04.06.44 — 09.1945

## Награды и наименования
| Награда     | Дата       | За что получена                                                               |
| ----------- | ---------- | ----------------------------------------------------------------------------- |
| «Режицикий» | 09.08.1944 | за отличия в боях за овладение городами Даугавпилс (Двинск) и Резекне (Режица |

## Отличившиеся воины полка
| Награда | Ф. И. О.                      | Должность                     | Звание  | Дата награждения                                                          | Данные о вылетах        | Примечания                                                       |
| ------- | ----------------------------- | ----------------------------- | ------- | ------------------------------------------------------------------------- | ----------------------- | ---------------------------------------------------------------- |
|         | Авилов, Николай Николаевич    | лётчик                        | сержант | ?                                                                         | -                       | посмертно, в апреле 1943 совершил таран, выжил, погиб 29.04.1943 |
|         | Бузинов, Вадим Николаевич     | штурман эскадрильи            | капитан | 160 боевых вылетов, 22 воздушных боя, лично сбил 15 самолётов и аэростат. | 18.08.1945              | -                                                                |
|         | Рыбин, Иван Петрович          | штурман полка                 | майор   | -                                                                         | 24.08.1943              | посмертно, 24.04.1943 совершил таран                             |
|         | Телешевский, Михаил Захарович | Помощник командира эскадрильи | капитан | -                                                                         | посмертно, погиб в 1943 | -                                                                |